# اما د فینیه
اِما د فینیه (به هلندی: Emma De Vigne) (زادهٔ ۳۰ ژانویهٔ ۱۸۵۰ - درگذشتهٔ ۳ ژوئن ۱۸۹۸) نقاش اهل بلژیک بود که اغلب کارهایش مربوط به سبک‌های طبیعت بی‌جان و پرتره بود. او از خانواده‌ای هنرمند اهل خنت بود و نقاشی‌هایش در اروپا و همچنین در آمریکای جنوبی به نمایش گذاشته می‌شدند.
د فینیه در ۳۰ ژانویه ۱۸۵۰ در خنت متولد شد. خانواده‌اش همه هنرمند بودند؛ پدر و عمویش مجسمه‌ساز بودند و او و خواهرانش نقاش. آموختن نقاشی را از عمویش یولس د فینیه آغاز کرد و بعدها با او ازدواج کرد. او به عنوان نقاش گل و پس از آن نقاش پرتره شناخته شد و تخصصش در تصویر کشیدن طبیعت بی‌جان بود. د فینیه کارهایش را به قیمت بالا می‌فروخت و در نمایشگاه‌های هنری بین‌المللی به نمایش گذاشته می‌شد.
نقاشی‌های د فینیه در مجموعه‌های موزهٔ هنرهای زیبا در خنت و موزه‌های سلطنتی هنرهای زیبای بلژیک نگهداری می‌شوند. او در سال ۱۸۹۸ درگذشت و پس از آن همسرش نوشته‌های او را منتشر کرد.

## زندگی‌نامه
د فینیه در ۳۰ ژانویهٔ ۱۸۵۰ در خنت به دنیا آمد. خانوادهٔ او همگی هنرمند بودند: پدرش پیتر و عمویش فلیکس مجسمه‌ساز بودند و او و خواهرانش لوئیز و مالوینا نقاش بودند. عمویش، فلیکس د فینیه، به او نقاشی را یاد داد. او بعداً با پسر عمویش یولس د فینیه که وکیل و نویسنده بود ازدواج کرد.
د فینیه در طول زندگی خود به عنوان نقاش گل و بعداً نقاش پرتره شناخته می‌شد که در طبیعت بی‌جان تخصص داشت. آثار او اغلب به قیمت بیش از ۱۰۰۰ فرانک بلژیک فروخته می‌شدند که برای یک نقاش زن در آن زمان قابل توجه بود. کارهای او اغلب در کنار دیگر نقاشان زن به نمایش گذاشته می‌شد. این زنان نسل جدیدی از هنرمندان فلاندری را تشکیل دادند.

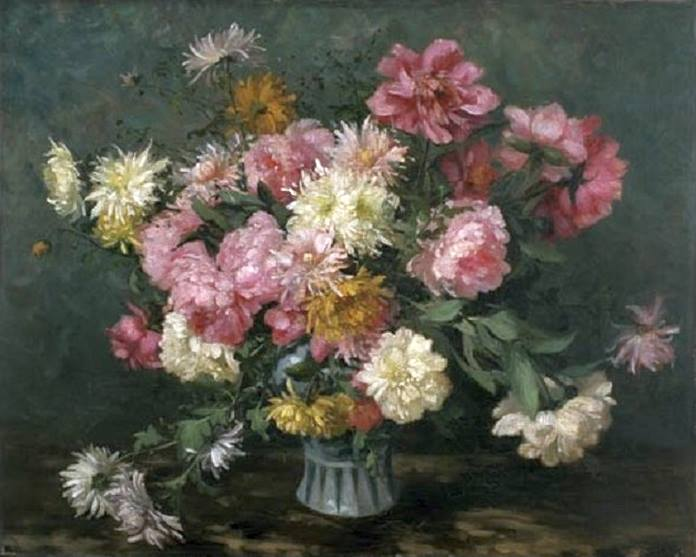
طبیعت بی‌جان گل‌ها اثر اما د فینیه

در سال ۱۸۸۷ آثار او در بوئنوس آیرس در نمایشگاهی از هنر بلژیکی به نمایش گذاشته شد که در ۵ اکتبر در آنجا افتتاح شد. تابلوی او به نام "Fleur de thé" به لیساندرو بلینگهورست فروخته شد. د فینیه آثار خود را در کاخ هنرهای زیبا در نمایشگاه جهانی کلمبیایی در سال ۱۸۹۳ در شیکاگو، ایلینوی به نمایش گذاشت.
د فینیه در ۳ ژوئن ۱۸۹۸ در خنت درگذشت و در قبرستان غربی خنت به خاک سپرده شده‌است. پس از مرگش، همسرش منتخبی از نوشته‌های د فینیه را منتشر کرد که به یاد او تقدیم شد.

## میراث
نقاشی‌های د فینیه در مجموعه‌های موزهٔ هنرهای زیبا در خنت و موزه‌های سلطنتی هنرهای زیبای بلژیک نگهداری می‌شوند.